# Pedro Celestino Negrete
Pedro Celestino Joseph Negrete y Falla (Carranza, Vizcaya, País Vasco, España, 19 de mayo de 1777 - Burdeos, Francia, 11 de abril de 1846 ) fue un político y militar hispano-mexicano que fungió como miembro del gobierno provisional de México tras la abolición del Primer Imperio Mexicano debida a la rebelión de los que apoyaron el Plan de Casa Mata. Combatió al lado de Agustín de Iturbide en el ejército realista. Cuándo se firmó el Plan de Iguala Pedro se adhirió a este. Fue cercano colaborador de Iturbide cuando fue emperador, y luego lo presionó para que abdicara a la corona mexicana.

## Orígenes, formación militar y presidencia
Don Pedro Celestino nació en San Esteban en el valle de Carranza, Vizcaya, el 19 de mayo de 1777. Negrete sirvió en el ejército de su país natal, fue seminarista en Vergara y guardiamarina en Ferrol. En 1802 se embarcó a Nueva España, donde, como teniente de fragata, persiguió a los corsarios. En el año de 1808 se produjo la rebelión de los comerciantes que obligó a Negrete a dejar el país, regresando en 1810 para formar parte del ejército realista y pelear contra los insurgentes. En el año 1811 llegó a ser coronel de los ejércitos de Puebla, Toluca, Querétaro y los Dragones de España. Fue activo, valiente y muy capaz, por lo que se le ascendió por riguroso escalafón hasta brigadier.  El 6 de mayo de 1821 se reúne con Iturbide en Yurécuaro y el 2 de junio del mismo año se adhirió al plan de Iguala, tomando Guadalajara el 13. Iturbide le encomendó convencer al realista José de la Cruz para que reconociera dicho plan, pero este no aceptó.
Negrete marchó a la ciudad de Durango, que estaba ocupada por el general Joaquín de Arredondo. Como este jefe estaba ausente en Saltillo, su cargo lo tenía el general Diego García Conde, quien se negó a entrar en tratos con Negrete entablándose un combate, el 30 de agosto, en el que salió herido don Pedro de un balazo en el maxilar. Capitulando García Conde al día siguiente. Restablecido de su herida, se le nombró capitán general de Jalisco, Zacatecas y San Luis Potosí. 

### Años posteriores, destierro y muerte
El 9 de enero de 1827 fue descubierta una conspiración en la Ciudad de México, encabezada por el fraile Joaquín Arenas, quien fue fusilado. Tomaron parte en la conjura, los generales Negrete y José Antonio de Echávarri, ambos españoles. El general Manuel Gómez Pedraza, secretario de Guerra, hizo detenerlos y formarles juicio para fusilarlos, pena que se les conmutó por el destierro. Don Pedro marchó a Nueva York y después a Burdeos, Francia, donde fijó su residencia. Allí la muerte lo sorprendería el 11 de abril de 1846, a la edad de 68 años,